# Sphenoclea dalzielii
Sphenoclea dalzielii, jedna od dvije vrste roda Sphenoclea. Raširena je po zapadnoj Africi (Gambija, Mali, Nigerija, Senegal), te po Srednjoafričkoj Republici i Čadu.
Vrsta je opisana u Bulletin of Miscellaneous Information, Royal Gardens, Kew 1912: 277. 1912.